# Mojácar
Mojácar és una localitat de la província d'Almeria, Andalusia. L'any 2006 tenia 6.406 habitants. La seva extensió superficial és de 72 km² i té una densitat de 84,6 hab/km². Les seves coordenades geogràfiques són 37° 08′ N, 1° 51′ O. Està situada a una altitud de 152 metres i a 90 quilòmetres de la capital de la província, Almeria.